# Наталка Полтавка
«Ната́лка Полта́вка» — п'єса українського письменника Івана Котляревського, написана 1819 року.

## Джерело натхнення
Поштовхом для написання «Наталки Полтавки» для Котляревського стало життя українського суспільства, лірично-побутові, обрядові, купальські пісні такі, як балади «Ой оддала мене мати за нелюба заміж», «Брала дівка льон», «Розлилися води на чотири броди», «Чорна хмаронька наступає», «Лимерівна» тощо. Також натхненням до написання п'єси для Котляревського стала невдала п'єса «Козак-стихотворец» Олександра Шаховського, у якій було неправдиво зображено тогочасне українське сільське життя. Шаховський був погано ознайомлений з реальним побутом українців, допустивши багатьох помилок, тому полтавчани були надзвичайно розчаровані у його виставі. Котляревський вирішив виправити цю прикрість, написавши правдиву п'єсу про українських селян «Наталка Полтавка».
Котляревський вперше в новій українській літературі вводить образ жінки-страдальниці — мати Наталки, Терпилиха, що своєрідно відображається у її імені.
За жанром «Наталка Полтавка» — соціально-побутова драма, глибоко національна характерами й естетичною формою, перший твір нової української драматургії, у якому поєдналися ознаки сентименталізму та просвітницького реалізму. Іван Котляревський так визначив жанр: «Опера малоросійська у двох діях, що передбачає багато музики та пісень».
Першим виконавцем ролі Петра був актор Петро Барсов.

## Персонажі

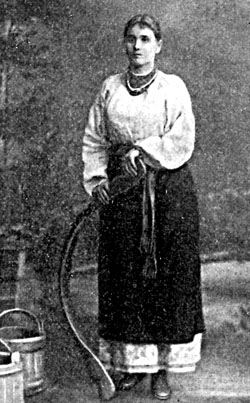
М. К. Садовська-Барілотті у ролі Наталки Полтавки

- Наталка
- Петро
- Возний (Борис Тетерваковський)
- Виборний (Макогоненко)
- Микола
- Горпина Терпилиха

## Сюжет

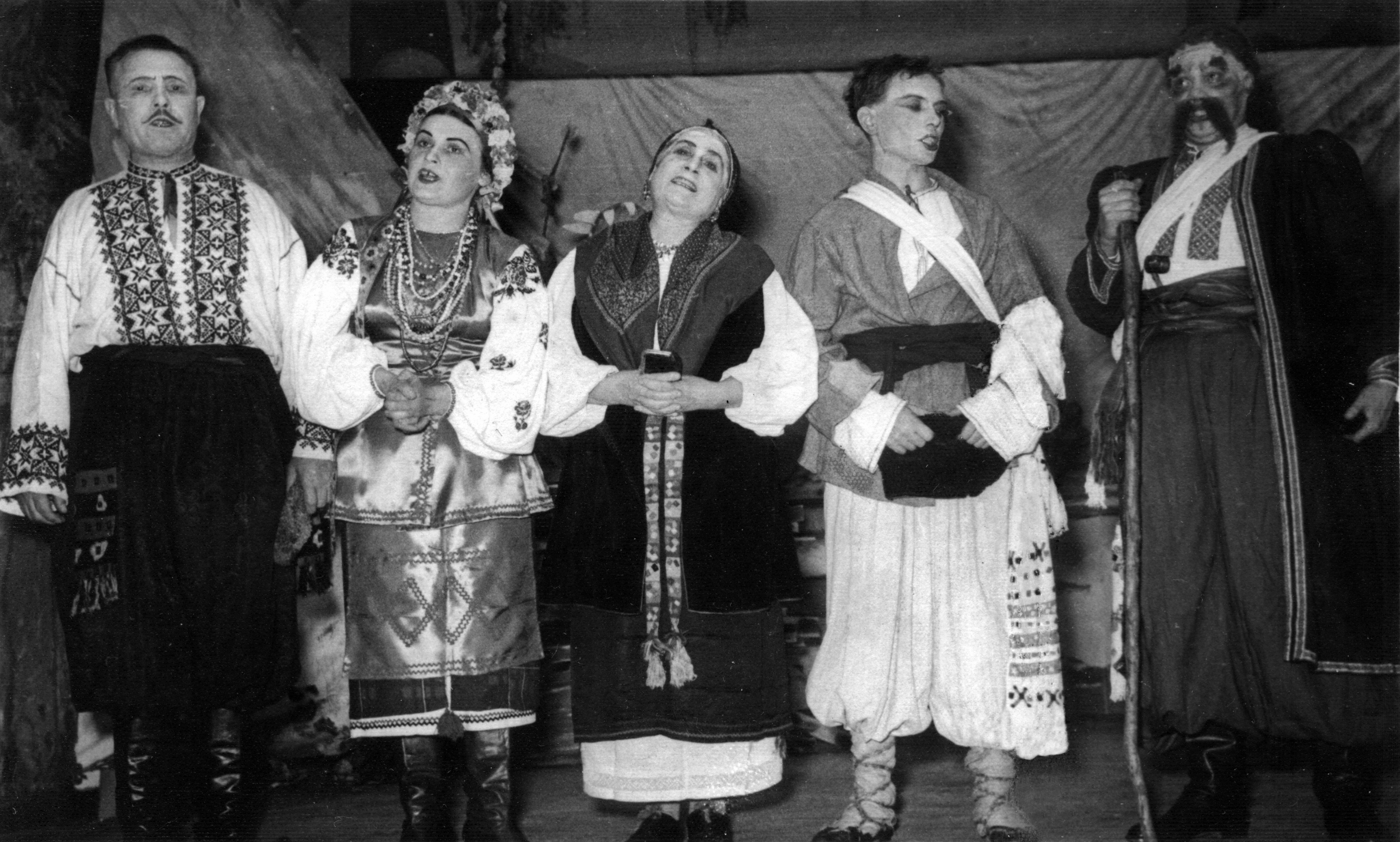
Постановка 1951 року в Сіднеї. Артисти Ілько Мартинюк, Марія Дубровська, Степан Хвиля, Т. Робітницький, Ярослав Масляк, Марія Мартинюк

Батьки Наталки взяли до себе в приймаки (всиновили) Петра. Наталка з Петром закохалися і батько вигнав Петра з дому. Петро змушений був іти в наймити. Батько Наталки помирає і бідна вдова Терпилиха продає маєток, забирає доньку й купує невеличку хатину в селі. Приходить час, коли Возний Тетерваковський сватається до Наталки. Вона цього не бажає, оскільки закохана в Петра. Мати разом із сільським Виборним Макогоненком умовляють Наталку, щоб та прийняла пропозицію Тетерваковського, бо тоді родина переживала скрутні часи. Коли старости завітали до Наталки, вона зі сльозами на очах пов'язала їм рушники. У той час Петро, вже вільний, опинився в цьому селі. Він випадково знайомиться з Миколою (той був сиротою та родичем Терпилів). Микола розповідає все Петрові. Тож коли Возний і Виборний виходять із хатини (вже перев'язані рушниками) Микола повідомляє Наталці про те, що повернувся її коханий. Біля хатини Возний зустрічається з Петром, з хатини вибігає Наталка, говорить, що кохає Петра. Тетерваковський, вражений тим, що Петро дуже кохає Наталку, і заради неї готовий на все, прощає і благословляє їх.

## Музичне оформлення
Над музичним оформленням п'єси працювали Адам Барцицький, Алоїз Єдлічка, Опанас Маркович, Ян Ляндвер, Микола Васильєв, Володимир Йориш та інші. Однойменна опера Миколи Лисенка, написана за мотивами п'єси і вперше поставлена 1889 року, стала класикою українського оперного мистецтва. В творі багато пісень, які виконуються протягом п'єси:
- Наталка — «Віють вітри, віють буйні», «А я дівчина Полтавка»
- Возний — «От юних літ не знав я любові», «Всякому городу нрав і права»(Г. Сковорода)
- Виборний — «Ой під вишнею, під черешнею»
- Микола — «Гомін, гомін по діброві»
- Петро — «Та йшов козак з Дону», «Сонце низенько, вечір близенько»

## Популярність

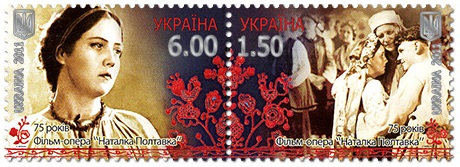
Зчіпка українських поштових марок "75 років. Фільм-опера «Наталка Полтавка» (2011)

П'єса І. Котляревського привертала увагу читачів та глядачів красою зображених народних характерів, пісенністю їхньої мови. Шляхом індивідуалізації мови драматургові вдалося чітко окреслити психологічні типи персонажів. Так, мова Возного й Виборного викликає посмішку своєю перекрученістю, напускною вченістю.
П'єсі притаманні елементи сентименталізму, що розвивався на той час у літературі, — звернення до людських почуттів, змалювання їхньої сили й глибини. У дусі сентименталізму написано й кінцівку: Возний відмовляється від Наталки.
Через певний час після написання п'єси з'явилися її переробки. Так, Іван Озаркевич 1848 року опублікував у Чернівцях п'єсу «Дівка на виданню, або На милування нема силування», сюжет якої достеменно повторює «Наталку Полтавку», однак дію перенесено до Коломиї, а головну героїню перейменовано на Анничку. Того ж року п'єсу було поставлено у Львові та Коломиї.

## Видання
Вперше п'єса під назвою «Наталка Полтавка. Малороссийская опера И. П. Котляревского» з присвятою «Любителям славянщины» надрукована І. І. Срезневським в «Украинском сборнике» (кн. І, Харків, 1838).
П'єса підготовлена І. І. Срезневським до друку з відома і за життя автора. Санкт-Петербурзькою цензурою вона була дозволена до друку 26 квітня 1838 р.
У передмові до свого збірника І. І. Срезневський писав:
|  | «Я почав Український збірник Наталкою Полтавкою Івана Петровича Котляревського і здається, не міг вибрати кращого початку: а) Наталка Полтавка була не тільки одним з перших книжно-народних творів України, але разом і першою збіркою пам'яток української народності, взірцем для всіх наступних; б) Наталка Полтавка мала сильний вплив на вивчення української народності, можна сказати - пробудила її, і досі залишається найкращим покажчиком майже на всі найважливіші сторони, з яких потрібно вивчати українську народність. Можна було б після цього й не згадувати про те, що Наталка Полтавка з книжково-народних українських творів великого розміру за своєю внутрішньою гідністю займає перше місце, що вона найбільше улюблена по всій Україні, що, нарешті, вона дотепер ще не була видана і переписувачами спотворювалася дедалі більше. Таким чином, Наталка Полтавка, займаючи перше місце в моєму Українському збірнику, можливо, з одного боку, вважатися ніби вступом до всього, що буде за нею викладено в ньому, а з іншого боку, залишиться назавжди одним із кращих його прикрас. Боргом вважаю тому принести мою вдячність Івану Петровичу Котляревському за те, що він дав мені можливість не тільки бути своїм видавцем одного з кращих його творів, а й почати ним, а не чим іншим мій Український збірник»Оригінальний текст (рос.) [«Я начал Украинский сборник Наталкой Полтавкой Ивана Петровича Котляревского и, кажется, не мог выбрать лучшего начала: а) Наталка Полтавка была не только одним из первых книжно-народных произведений Украины, но вместе и первым сборником памятников украинской народности, образцом для всех последовавших; б) Наталка Полтавка имела сильное влияние на изучение украинской народности, можно сказать – пробудила его, и до сих пор остается лучшим указателем почти на все важнейшие стороны, с которых должно изучать украинскую народность. Можно было бы после этого и не упоминать о том, что Наталка Полтавка из книжно-народных украинских произведений большого размера по своему внутреннему достоинству занимает первое место, что она более всех любима по всей Украине, что, наконец, она доселе была не издана и переписчиками искажалась все более и более. Таким образом, Наталка Полтавка, занимая первое место в моем Украинском сборнике, может быть, с одной стороны, считаема как бы вступлением ко всему, что будет за нею помещено в нем, а с другой стороны, останется навсегда одним из лучших его украшений. Долгом считаю посему принести мою признательность Ивану Петровичу Котляревскому за то, что он дал мне возможность не только быть своим издателем одного из лучших его произведений, но и начать им. а не чем другим мой Украинский сборник»] Помилка: {{Lang}}: текст вже має курсивний шрифт (допомога) |

## Цікаві факти
- Основний конфлікт п'єси зумовлений становою та майновою нерівністю у суспільстві.
- Основна тема твору: розлука дівчини з коханим-бідняком та одруження з немилим багачем.
- Натхнення для написання твору: під впливом української вертепної, шкільної драми, інтермедій.